# Nkhata Bay
Nkhata Bay ist eine Hafenstadt in Malawi. Sie hat 14.274 Einwohner (Volkszählung 2018). Sie liegt am Malawisee und wird regelmäßig von der MS Ilala angelaufen. 
Gleichzeitig ist sie Hauptstadt des gleichnamigen Distriktes, der eine Fläche von 4071 km² und 164.761 Einwohner hat. Dieser Distrikt umfasst im Wesentlichen die Hanglage zwischen Malawisee und der Kette der Viphya-Berge. Hier wird intensiv Tee und Kaffee angebaut, zwei der wichtigsten Exportgüter Malawis. Die Stadt ist wie die südlich von ihr gelegenen Gebiete am See an das nationale Stromnetz angeschlossen, das bis nach Rumphi am Südende von Nyika-Plateau und Nationalpark reicht. Von Mzuzu nach Nkhata Bay und von dort nach Nkhotakota führt eine Straße.
Nkatha Bay ist wie Cape MacLear Hauptziel von Rucksacktouristen am Malawisee. Es gibt zwei Hotels und einige Herbergen. Unter anderem werden Kajaks, Windsurfen, Restaurants, Barbecues und handwerkliche Erzeugnisse angeboten.